# Tachyphonus rufiventer
Tachyphonus rufiventer е вид птица от семейство Тангарови (Thraupidae).

## Разпространение
Видът е разпространен в Боливия, Бразилия и Перу.